# Luis Gabriel Ramírez Díaz
Luis Gabriel Ramírez Díaz (ur. 14 października 1965 w Barranquilli, zm. 8 stycznia 2023 w Medellín) – kolumbijski duchowny rzymskokatolicki, w latach 2014–2021 biskup El Banco, biskup Ocaña w latach 2021–2023.

## Życiorys
Święcenia prezbiteratu przyjął 12 czerwca 1993 i został inkardynowany do diecezji Santa Marta. Pracował głównie jako duszpasterz parafialny oraz jako wykładowca i rektor diecezjalnego seminarium. W 2006 uzyskał inkardynację do nowo powstałej diecezji El Banco. Pełnił w niej funkcje m.in. delegata ds. duszpasterstwa kapłanów, wikariusza generalnego diecezji oraz jej tymczasowego administratora.
18 czerwca 2014 został mianowany biskupem diecezjalnym El Banco, zaś 23 sierpnia 2014 przyjął z rąk abp. Ettore Balestrero święcenia biskupie. 27 lutego 2021 papież Franciszek przeniósł go na urząd biskupa diecezji Ocaña.